# معركة نهر فوزا

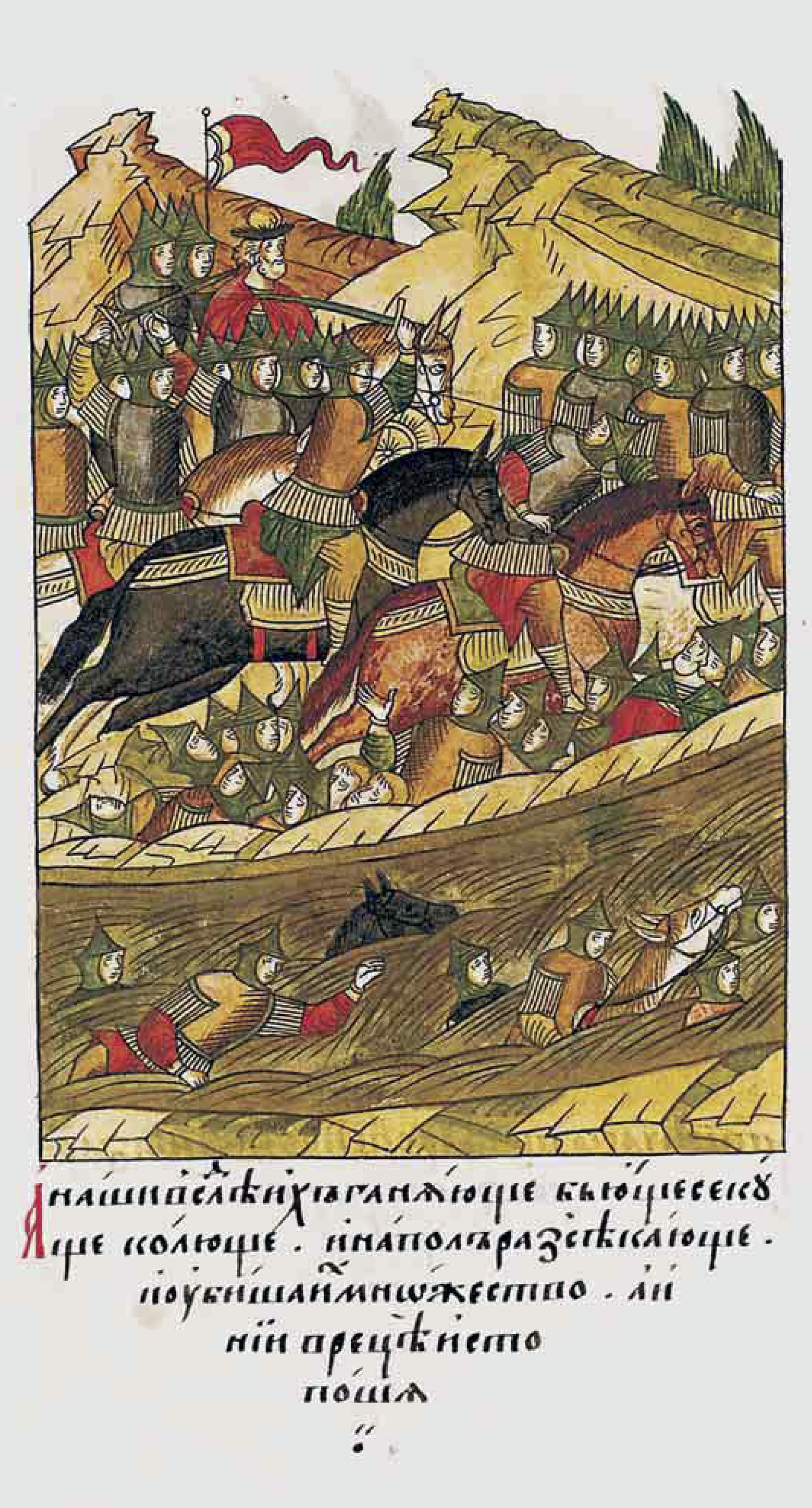
لوحة تصورية للمعركة

معركة نهر فوزا (بالروسية Битва на реке Воже) هي معركة وقعت بين القبيلة الذهبية ودوقية موسكو في 11 أغسطس، 1378. سعى الخان ماماي لمعاقبة الروس على عصيانهم, وهي أول معركة تغلب فيها الروس على التتر.
وقاد الروس الأمير ديمتري إيفانوفيتش (لاحقا دميتري دونسكوي) من موسكو، الذي لقب لاحقا بدونسكوي. وقد قاد التتار مورزا بيجيش (مورزا لقب اميري عند القبيلة الذهبية). والتقى الجيشان قرب نهر فوزا، أحد روافد نهر أوكا. بعد استطلاع ناجح تمكن ديمتري من غلق المخاضة التي هدف التتار لاستخدامها لعبور النهر.حصل على موقع جيد لقواته على تلة. وكان تشكيل الروس على شكل القوس مع قوات دونسكوي في مركز الجناحين تحت قيادة تيموفي فيليامينوف واندريه بولوتسك.
بعد الانتظار لفترة طويلة، قررت بيجيش عبور النهر ومحاصرة الروس من كلا الجانبين. ومع ذلك، تم صد هجوم الفرسان التتار وقام الروس بهجوم مضاد. التتار تركوا مواقعهم وبدوأ بالتراجع في اضطراب، وكثير منهم لقوا مصرعهم غرقا في النهر. قتل بيجيش قائد الجيش.
كانت المعركة فوزا أول انتصار خطير من الروس على جيش كبير من القبيلة الذهبية. وكان له أثر نفسي كبير قبل معركة الشهيرة معركة كوليكوفو لأنه دل على بداية ضعف الفرسان التتار الذين كان غير قادرين على التغلب على المقاومة شديدة أو تحمل العزم من الهجمات مضادة. لماماي الهزيمة عنت تحديا مباشرا من قبل ديمتري للتتر دفعه إلى بدء حملة جديدة بعد عامين بأت بالفشل أيضا و الذي أدى إلى بداية تحرر الروس من المغول.